# SoapUI
SoapUI is een open-source applicatie waarmee webservices getest kunnen worden. SoapUI staat voor Simple Object Access Protocol User Interface, maar is voor veel meer geschikt dan alleen het testen van webservices middels het SOAP-protocol. Het is een desktop applicatie en kan gebruikt worden voor het aanroepen, monitoren, simuleren of mocken van webservices. SoapUI wordt voornamelijk gebruikt voor het uitvoeren van functionele tests, maar kan tevens gebruikt worden voor andere types tests.

## Mogelijkheden
Met SoapUI is het mogelijk om services te testen zonder gebruik te maken van een user interface. Het biedt, naast de mogelijkheden tot het aanroepen van webservices, ook mogelijkheden om de antwoorden geautomatiseerd te controleren.
- Testen
  - Webservices
    - SOAP
    - REST
    - Berichten via queues (JMS)

  - http(s)
  - SQL via JDBC koppeling
- Simuleren van een webservice (Mocking) voor test doeleinden

De testgevallen voor een SOAP-webservice worden opgesteld na het inlezen van de WSDL. In SoapUI worden vervolgens XML berichten aangemaakt. 